# Tapolyortovány
Tapolyortovány (1899-ig Porúbka, szlovákul: Porúbka) község Szlovákiában, az Eperjesi kerület Bártfai járásában.

## Fekvése
Bártfától 20 km-re délkeletre, a Tapoly jobb oldalán fekszik.

## Története
A település soltész általi betelepítéssel keletkezett a 14. század közepén. Első írásos említése az 1427. évi adóösszeírásból származik. A köcsényi uradalom része és Sáros várának tartozéka. 1427-ben 20 adózó háztartása volt. 1600-ban 10 ház állt a faluban, mind jobbágyoké. 1715-ben 10, 1720-ban 8 adózó háztartása volt.
A 18. század végén Vályi András így ír róla: „Tapi Porubka, Kraj Porubka. Sáros Vármegyében, földes Ura mind a’ kettőnek Gróf Áspermont Uraság, lakosaik katolikusok, ’s másfélék, fekszenek Hankóczhoz közel, mellynek egygyik filiája, határbéli földgyeik majd középszerűek, majd soványak, legelőjök, réttyek, fájok van, második, és harmadik osztálybéliek.”
1828-ban 30 házában 241 lakos élt.
Fényes Elek 1851-ben kiadott geográfiai szótárában így ír a faluról: „Porubka (Tapoly), tót f., Sáros vgyében, Hankócz fil., 113 kath., 121 evang., 11 zsidó lak. Jó határ.”
A trianoni diktátum előtt Sáros vármegye Girálti járásához tartozott.

## Népessége
| Év:            | 1994. | 2004.   | 2014.   | 2024.   |
| -------------- | ----- | ------- | ------- | ------- |
| Emberek száma: | 244   | 238     | 218     | 213     |
| Eltérés:       |       | -2,45 % | -8,40 % | -2,29 % |

| Év:            | 2023. | 2024.   |
| -------------- | ----- | ------- |
| Emberek száma: | 219   | 213     |
| Eltérés:       |       | -2,73 % |

1910-ben 221, túlnyomórészt szlovák lakosa volt.
2001-ben 265 lakosából 262 szlovák volt.
2011-ben 226 lakosából 212 szlovák.